# Família Héstia
A família Héstia é uma pequena família de asteroides localizados no cinturão principal. A família foi nomeada devido ao primeiro asteroide que foi classificado neste grupo, o 46 Héstia.

## Os maiores membros desta família
| Nome      | Diâmetro | Semieixo maior | Inclinação orbital | Excentricidade orbital | Ano da descoberta |
| --------- | -------- | -------------- | ------------------ | ---------------------- | ----------------- |
| 46 Héstia | 124,1 km | 2,526 UA       | 2,342 °            | 0,172                  | 1857              |